# Diphyus amatorius
Diphyus amatorius là một loài tò vò trong họ Ichneumonidae.